# O Escaravelho de Ouro
O Escaravelho de Ouro é um conto do escritor americano Edgar Allan Poe, publicado em 1843. O enredo é sobre William Legrand, que descobriu um inseto incomum de cor dourada e ficou obcecado. Seu servo, chamado Júpiter, teme que Legrand esteja ficando louco e vai até o amigo de Legrand, um narrador não identificado, que concorda em visitar seu velho amigo. Legrand os puxa para uma aventura depois de decifrar uma mensagem secreta que os levará a um tesouro enterrado.
A história ambientada na Ilha de Sullivan, na Carolina do Sul, é frequentemente comparada aos "contos de raciocínio" de Poe, como uma das primeiras formas de ficção policial. Poe tomou conhecimento do interesse do público pela escrita secreta em 1840 e pediu aos leitores que desafiassem suas habilidades como decifrador de códigos. Ele aproveitou a popularidade da criptografia enquanto escrevia "O escaravelho de ouro", e o sucesso da história gira em torno de um desses criptogramas. Os críticos modernos julgaram a caracterização do servo de Legrand, Júpiter, como racista, especialmente por causa de seu discurso dialetal.
Poe apresentou "O Escaravelho de ouro" como inscrição para um concurso de escrita patrocinado pelo Philadelphia Dollar Newspaper. Sua história ganhou o grande prêmio e foi publicada em três episódios, começando em junho de 1843. O prêmio também incluiu US$ 100, provavelmente a maior quantia que Poe recebeu por uma de suas obras. Um sucesso instantâneo, "O escaravelho de ouro" foi a obra em prosa de Poe mais popular e amplamente lida durante sua vida. Também ajudou a popularizar os criptogramas e a escrita secreta.

## Enredo

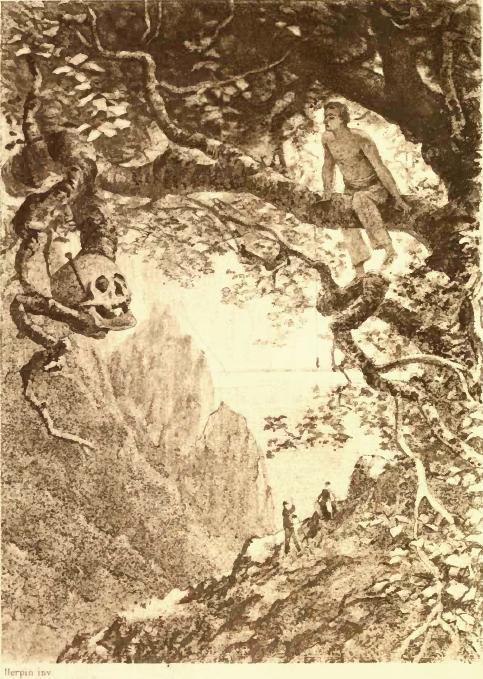
Ilustração de "Herpin Inv"

William Legrand mudou-se de Nova Orleans para a Ilha de Sullivan, na Carolina do Sul, depois de perder a fortuna de sua família, e trouxe consigo seu servo afro-americano Júpiter. O narrador da história, amigo e médico de Legrand, o visita uma noite para ver um inseto incomum, parecido com um escaravelho, que ele encontrou. O peso e a aparência brilhante do inseto convencem Júpiter de que ele é feito de ouro puro. Legrand o emprestou a um oficial estacionado no vizinho Fort Moultrie, mas ele desenha um esboço dele para o narrador, com marcas na carapaça que lembram uma caveira. Enquanto discutem o bug, Legrand fica particularmente focado no esboço e o tranca cuidadosamente em sua mesa para mantê-lo seguro. Confuso, o narrador se despede para dormir.
Um mês depois, Júpiter visita o narrador em nome de seu mestre e pede que ele venha imediatamente, temendo que Legrand tenha sido picado pelo inseto e enlouquecido. Assim que eles chegam à ilha, Legrand insiste que o bug será a chave para restaurar sua fortuna perdida. Ele os lidera em uma expedição para uma determinada árvore no continente e faz Júpiter escalá-la até encontrar uma caveira pregada na ponta de um galho. Seguindo a orientação de Legrand, Júpiter deixa cair o inseto em uma órbita ocular e Legrand caminha até um local onde o grupo começa a cavar. Não encontrando nada ali, os três voltam para a árvore e Legrand reposiciona a estaca que usou para marcar o local onde o inseto pousou. Ele caminha para uma nova área, onde encontra dois esqueletos e um baú cheio de moedas de ouro e joias após o grupo retomar a escavação. Eles estimam o valor total em US$ 1,5 milhão, mas mesmo esse valor se mostra abaixo do valor real quando eles eventualmente vendem os itens.
Legrand explica que no dia em que encontrou o inseto, no litoral, Júpiter pegou uma parte do pergaminho para embrulhá-lo. Legrand guardou o pedaço e usou para esboçar o inseto para o narrador; ao fazê-lo, porém, ele notou traços de tinta invisível, revelados pelo calor do fogo que queimava na lareira. O pergaminho continha um criptograma, que Legrand decifrou como um conjunto de instruções para encontrar um tesouro enterrado pelo infame pirata Capitão Kidd. Sua primeira escavação falhou porque Júpiter deixou cair o inseto por engano no olho direito. Legrand pensa que os esqueletos podem ser os restos mortais de dois membros da tripulação de Kidd, que enterraram o baú e foram mortos para silenciá-los.

## Análise
"O Escaravelho de Ouro" inclui uma cifra de substituição simples. Embora ele não tenha inventado a "escrita secreta" ou a criptografia (provavelmente foi inspirado por um interesse pelo Robinson Crusoé de Daniel Defoe), Poe certamente a popularizou durante sua época. Para a maioria das pessoas no século XIX, a criptografia era misteriosa e aqueles capazes de decifrar os códigos eram considerados dotados de habilidades quase sobrenaturais. Poe chamou a atenção para isso como uma novidade ao longo de quatro meses na publicação Alexander's Weekly Messenger da Filadélfia em 1840. Ele pediu aos leitores que enviassem suas próprias cifras de substituição, gabando-se de poder resolver todas elas com pouco esforço. O desafio despertou, como escreveu Poe, "um interesse muito vivo entre os numerosos leitores da revista. Chegaram cartas ao editor vindas de todas as partes do país". Em julho de 1841, Poe publicou "A Few Words on Secret Writing" e, percebendo o interesse no tópico, escreveu "O Escaravelho de Ouro" como uma das poucas peças de literatura a incorporar cifras como parte da história. A explicação do personagem de Poe, Legrand, sobre sua capacidade de resolver a cifra é muito parecida com a explicação de Poe em "A Few Words on Secret Writing".

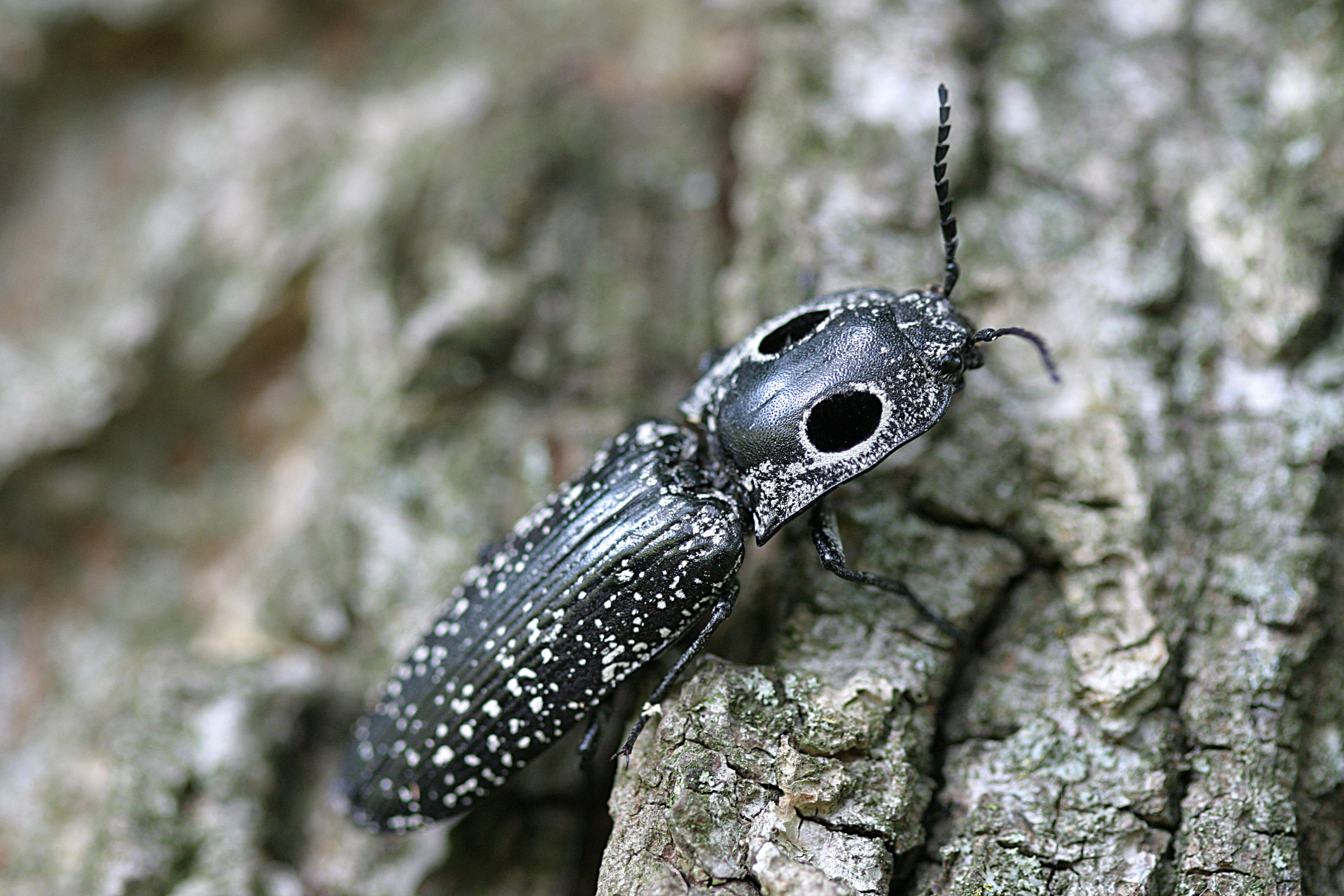
O besouro Alaus oculatus, unido ao serra-pau, inspiraram o "inseto dourado" fictício do conto de Poe.

O verdadeiro “inseto dourado” da história não é um inseto real. Em vez disso, Poe combinou características de dois insetos encontrados na área onde a história se passa. O Callichroma splendidum, embora não seja tecnicamente um escaravelho, mas uma espécie de serra-pau (Cerambycidae), tem cabeça dourada e corpo levemente dourado. As manchas pretas observadas na parte de trás do inseto fictício podem ser encontradas no Alaus oculatus, um besouro também nativo da Ilha de Sullivan.
A representação de Poe do servo africano Júpiter é frequentemente considerada estereotipada e racista. Júpiter é descrito como supersticioso e tão carente de inteligência que não consegue distinguir a esquerda da direita. Scott Peeples, especialista sobre Poe, resume Júpiter, assim como Pompeu em "A Predicament", como uma "caricatura de show de menestréis". Leonard Cassuto chamou Júpiter de "um dos personagens negros mais infames de Poe", enfatiza que o personagem foi alforriado, mas se recusa a sair do lado de seu "Massa (mestre) Will". Ele resume Júpiter observando que ele é "um típico Sambo: uma figura cômica risonha e brincalhona cuja devoção canina só é igualada por sua estupidez". Poe provavelmente incluiu o personagem depois de se inspirar em um semelhante em Sheppard Lee (1836), de Robert Montgomery Bird, que ele havia resenhado. Personagens negros na ficção durante esse período não eram incomuns, mas a escolha de Poe de dar-lhe um papel falante foi considerada incomum. Críticos e estudiosos, no entanto, questionam se o sotaque de Júpiter era autêntico ou apenas um alívio cômico, sugerindo que não era semelhante ao sotaque usado pelos negros em Charleston, mas possivelmente inspirado por Gullah.
Embora a história seja frequentemente incluída na pequena lista de histórias de detetive de Poe, "O Escaravelho de Ouro" não é tecnicamente ficção policial porque Legrand retém as evidências até que a solução seja dada. No entanto, o personagem Legrand é frequentemente comparado ao detetive fictício de Poe, C. Auguste Dupin devido ao uso de "raciocínio". "Raciocínio" (em inglês: ratiocination), termo que Poe usou para descrever o método de Dupin, é o processo pelo qual Dupin detecta o que os outros não viram ou o que outros consideraram sem importância.

## História de publicação e recepção

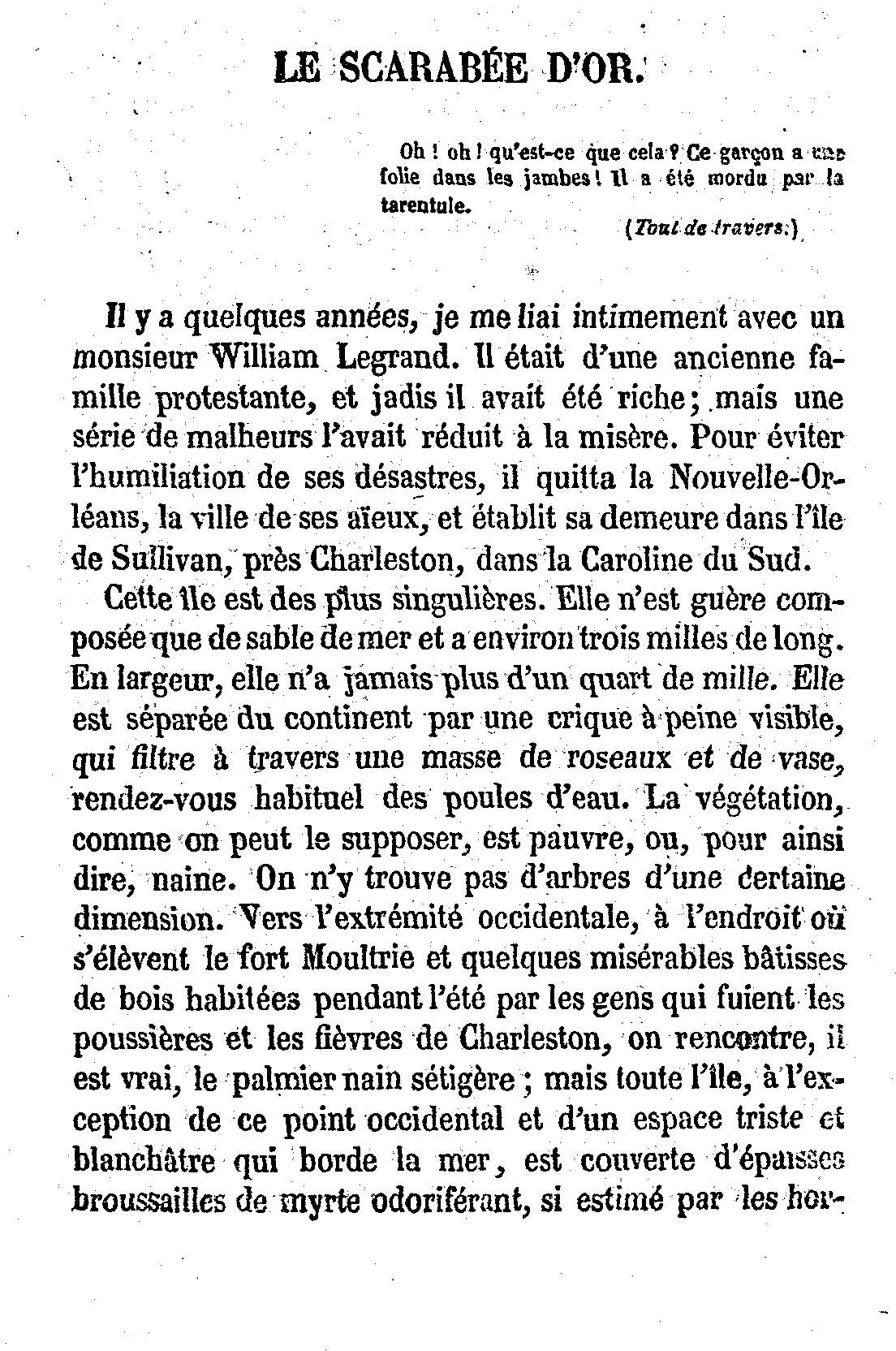
Uma tradução francesa de 1875 de "O Escaravelho de Ouro"

Poe originalmente vendeu "O Escaravelho de Ouro" para George Rex Graham da Graham's Magazine por US$ 52, mas pediu de volta quando ouviu falar do concurso de redação patrocinado pelo Dollar Newspaper da Filadélfia. Inclusive, Poe não devolveu o dinheiro a Graham e, em vez disso, ofereceu-se para compensá-lo com as críticas que escreveria. Poe ganhou o grande prêmio; além de ganhar US$ 100, a história foi publicada em duas parcelas, nos dias 21 e 28 de junho de 1843, no jornal. O pagamento de US$ 100 do jornal pode ter sido o máximo que ele recebeu por um único trabalho. Antecipando uma resposta pública positiva, o Dollar Newspaper retirou os direitos autorais de "O Escaravelho de Ouro" antes da publicação.
A história foi republicada em três partes no Saturday Courier na Filadélfia em 24 de junho e 1 e 8 de julho; os dois últimos apareceram na primeira página e incluíam ilustrações de FOC Darley. Outras reimpressões em jornais dos Estados Unidos fizeram de "O Escaravelho de Ouro" o conto mais lido de Poe durante sua vida. Em maio de 1844, Poe relatou que o livro havia vendido 300.000 cópias, embora ele provavelmente não tenha sido pago por essas reimpressões. Também ajudou a aumentar sua popularidade como palestrante. Uma palestra na Filadélfia após a publicação de "O Escaravelho de Ouro" atraiu uma multidão tão grande que centenas de pessoas não puderam assistir. Como Poe escreveu numa carta em 1848, “fez muito barulho”. Mais tarde, ele compararia o sucesso público de "O Escaravelho de Ouro" com "The Raven", embora admitisse que "o pássaro venceu o inseto".
O Public Ledger da Filadélfia chamou isso de "uma história capital". George Lippard escreveu no Citizen Soldier que a história era "caracterizada por um interesse emocionante e um poder de descrição gráfico, embora incompleto. É uma das melhores histórias que Poe já escreveu". A Graham's Magazine publicou uma resenha em 1845 que chamou a história de "bastante notável como um exemplo de agudeza intelectual e sutileza de raciocínio". Thomas Dunn English escreveu no Aristidean em outubro de 1845 que "O Escaravelho de Ouro" provavelmente teve uma circulação maior do que qualquer outra história americana e "talvez seja a história mais engenhosa que o Sr. POE escreveu; mas... não é de todo todos comparáveis ao The Tell-Tale Heart - e mais especialmente a 'Ligeia'". O amigo de Poe, Thomas Holley Chivers, disse que "O Escaravelho de Ouro" inaugurou "a Idade de Ouro da Vida Literária de Poe".
A popularidade da história também trouxe polêmica. Um mês após sua publicação, Poe foi acusado de conspirar com o comitê do prêmio pelo Daily Forum da Filadélfia. A publicação chamou "O Escaravelho de Ouro" de um "aborto" e "lixo absoluto" que não vale mais do que US$ 15. Poe entrou com uma ação por difamação contra o editor Francis Duffee. Posteriormente, o processo foi arquivado por desistência com Duffee pedindo desculpas por insinuar que Poe não ganhou o prêmio de US$ 100 por mérito. O editor John Du Solle acusou Poe de roubar a ideia de "O Escaravelho de Ouro" de "Imogine; or the Pirate's Treasure", uma história escrita por uma estudante chamada Miss Sherburne.
"O Escaravelho de Ouro" foi republicado como a primeira história da coleção de Poe Tales, editada por Wiley & Putnam em junho de 1845, seguido por "O Gato Preto" e dez outras histórias. O sucesso desta coleção inspirou a primeira tradução francesa de "O Escaravelho de Ouro", publicada em novembro de 1845 por Alphonse Borghers na Revue Britannique sob o título "Le Scarabée d'or", tornando-se a primeira tradução literal de uma história de Poe para uma língua estrangeira. Na versão francesa, a mensagem cifrada permaneceu em inglês, com uma tradução entre parênteses fornecida junto com a solução. A história foi traduzida dessa versão para o russo dois anos depois, marcando a estreia literária de Poe naquele país. Em 1856, Charles Baudelaire publicou sua tradução do conto no primeiro volume de Histoires extraordinaires. Baudelaire foi muito influente na introdução da obra de Poe na Europa e as suas traduções tornaram-se as interpretações definitivas em todo o continente.